# 薩努西·巴奈
薩努西·巴奈（1905年11月14日—1968年1月2日），已故印度尼西亞（印尼）作家、記者、史學家；生前活躍於文壇，參加過多份雜誌的編務，被譽為獨立革命之前東印度群島最重要的劇作家。

## 生平
薩努西·巴奈在1905年11月14日生於荷屬東印度蘇門答臘打板努里慕哇拉希朋義（Moeara Sipongi，今屬北蘇門答臘省曼代灵纳塔尔县），家人都是穆斯林。他曾經在实武牙兩所小學就讀，隨後轉到巴東、巴達維亞（今雅加達）完成中學課程，並於1922年畢業。他在巴達維亞學習期間向《蘇門答臘青年》（Jong Soematra）雜誌投稿，發表自己的詩歌處女作〈祖國〉（Tanah Air）。中學畢業後，巴奈曾經在1922年至1925年期間入讀古農沙里師範學院（Gunung Sari Teachers' College）；之後他既當過學院教師，也修讀過法學課程。
巴奈在1929年到印度考察印度文化，為期一年。他在1930年返回東印度群島，隨後加入《出現》雜誌的編輯部，擔任編採人員，同時兼任教職，還在1933年接受身為作家的胞弟爾敏·巴奈的邀請，參加文學雜誌《新作家》的編務。他是印度尼西亞民族黨黨員，所以在1934年被任教的學校解僱。
被解除教職之後，巴奈仍然是文壇的活躍分子。他曾經在1936年至1941年期間與穆罕默德·亞明共同擔任華人創辦的報刊《覺醒報》（Kebangoenan）的編輯；在1937年12月13日與爾敏、阿當·馬力克、蘇馬郎合辦安塔拉通訊社（後來成為印尼的國營通訊社），還在1941年至1942年期間加入國營出版社圖書編譯局，參加《印度尼西亞》（Indonesia）雜誌的編務。圖書編譯局提供的員工福利包括免費米糧以及接駁交通，不過巴奈在那裏工作的時候拒絕享用員工福利，堅持徒步上班，用積蓄購買米糧。
1942年日本佔領東印度群島之後，巴奈曾經當過「啟民文化指導所」的所長。
巴奈於1968年1月2日在雅加達病逝。生前巴奈希望自己的喪禮以印度教儀式進行，不過他的家人覺得這樣做違反伊斯蘭教的教義，拒絕了這個請求。印尼作家、文學評論家穆罕默德·巴爾法斯認為，巴奈是獨立革命之前東印度群島最重要的劇作家。

## 風格
巴奈寫詩的時候，會採用貼近日常生活的詞語（包括外來語）。他在寫作的時候會抑制自己，盡量不使用印尼的本土語言（包括他的母語——巴塔克語）。他的詩歌在結構上跟馬來傳統詩歌板頓很相似（雖然他還寫過幾首十四行詩），在題材上多數與哲學議題有關。印尼作家、文學評論家穆罕默德·巴爾法斯認為，巴奈是「第一個藉着詩歌表現自我的（印尼詩人）。」

## 觀點
巴奈認為西方文化過於重視物質，着重於物質生活，另一邊廂的東方文化則比較注重於精神生活。他認為兩種文化的特質會影響人們與大自然互動的形式——西方人偏向於征服大自然，東方人則偏向於適應大自然。有一次巴奈在論戰中反駁《新作家》月刊的主編、西方文化的堅定支持者蘇丹·達迪爾·阿里夏巴納，比喻西方文化是為了追求塵世的歡樂、知識，把靈魂出賣給魔鬼的浮士德，還比喻東方文化是追求精神真理的阿周那。然而，巴奈同意西方科技可以帶來良好的影響。

## 個人生活
薩努西·巴奈其中一位胞弟是爾敏·巴奈，另一位胞弟則是印尼伊斯蘭教大學生協會的創辦人拉弗蘭·巴奈。薩努西·巴奈已婚，育有五名子女。巴爾法斯形容，巴奈的宗教觀念是印度教、佛教、伊斯蘭教蘇非派，以及爪哇教思想的混合體。
報導指出，巴奈為人非常謙虛。J·U·納蘇蒂安（J. U. Nasution）本來要為巴奈立傳，不過巴奈跟他說，自己默默無名，不應該接受訪問。蘇卡諾總統向他頒授文化獎章，巴奈拒絕了，因為他說印尼為自己奉獻一切，自己對印尼卻沒有半點付出。

## 作品

### 劇本
- 《阿伊朗加》（Airlangga；1928年）
- 《迦樓羅的孤行》（Eenzame Garoedavlucht；1929年）
- 《克达查雅》（Kertadjaja；1932年）
- 《麻喏巴歇的黄昏》（Sandhyakala ning Madjapahit；1933年）
- 《新人》（Manoesia Baroe；1940年）

### 詩集
- 《彩雲》（Puspa Mega；1927年）
- 《流浪者之歌》（Madah Kelana；1931年）

### 其他
- 《印度尼西亞史》（Sedjarah Indonesia；1942年）

## 腳註
1. 1 2 3 4 5 6 7  Ministry of Education 2009, Sanusi Pane.
2. 1 2 3 4  Jassin 1963，第267頁.
3. 1 2 3  Siregar 1964，第114頁.
4. 1 2 3 4 5  Jakarta City Government, Sanusi Pane.
5. ↑  Foulcher 1991，第19–21頁.
6. ↑  Setiyardi 2002, In deep water.
7. ↑  Balfas 1976，第66頁.
8. ↑  Siregar 1964，第115頁.
9. 1 2  Sutherland 1968，第120–122頁.
10. ↑  Balfas 1976，第45頁.
11. ↑  Balfas 1976，第46頁.